# Золончень
Золончень (рум. Zolonceni) — село у Кріуленському районі Молдови. Адміністративно підпорядковане місту Криуляни.

## Населення
За даними перепису населення 2004 року у селі проживали 192 особи.
Національний склад населення села:
| Національність   | Кількість осіб | Відсоток   |
| ---------------- | -------------- | ---------- |
| молдавани румуни | 183 3          | 95,3% 1,6% |
| українці         | 4              | 2,1%       |
| росіяни          | 2              | 1,0%       |
| Всього           | 192            | 100%       |